# Franciszek Pantoczek
Franciszek Pantoczek (ur. 1811 w Koprzywnicy, zm. 1895 w Kielcach) – aptekarz, współpracownik ks. Piotra Ściegiennego, organizator spisku w Kielcach. 

## Życiorys
Urodził się w 1811 roku w Koprzywnicy, jego ojcem był Szymon Pantoczek. Po wybuchu powstania listopadowego Franciszek Pantoczek zaciągnął się do 1. Pułku Krakusów, jednak nie walczył w powstaniu, ponieważ jego ojciec interweniował u twórcy pułku Jana Ledóchowskiego. W 1834 roku wyjechał do Wrocławia, aby tam rozpocząć studiowanie farmacji. Po powrocie do Królestwa Polskiego spędził 15 miesięcy w X Pawilonie Cytadeli Warszawskiej. W czerwcu 1839 roku ponownie osadzony w cytadeli wskutek fałszywego donosu. W 1840 roku zdał w Warszawie egzamin uzyskując dyplom farmacji prowizora klasy pierwszej. Pantoczek jako współpracownik ks. Ściegiennego w latach 1845–1846 ponownie przebywał w cytadeli, później został skazany na 24 lata służby w korpusie kaukaskim. Zajmował się tam prowadzeniem aptek wojskowych. Według niektórych źródeł opracował tam preparat przeciw bólowi żołądka i jelit, znany jako krople Inoziemcowa (z ros. Иноземцев = „cudzoziemiec”). Na Kaukazie ożenił się z Marią Michniewiczówną, posiadali trójkę dzieci. 
Pochowany na cmentarzu Starym w Kielcach.